# Braunau am Inn
Braunau am Inn osztrák város, Felső-Ausztria Braunau am Inn-i járásának székhelye. 2018 januárjában 17 095 lakosa volt. Itt született 1889-ben Adolf Hitler.

## Elhelyezkedése

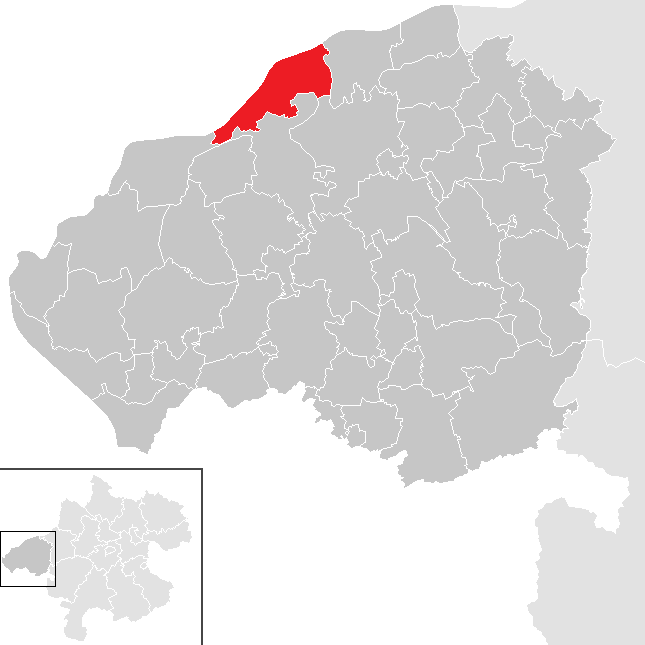
Braunau am Inn a Braunau am Inn-i járásban

Braunau am Inn Felső-Ausztria Innviertel régiójában fekszik az Inn folyó jobb partján, 15 km-re a Salzach torkolatától, közvetlenül a német határ mentén, kb. 60 km-re északra Salzburgtól és 120 km-re keletre Münchentől. Keleti határát a Mattig folyó alkotja. Területének 16,2%-a erdő, 53% áll mezőgazdasági művelés alatt. A városi önkormányzat 22 városrészt egyesít: Aching (24 lakos 2018-ban), Au (11), Blankenbach (99), Braunau am Inn (4194), Braunau Neustadt (1823), Gasteig (27), Haiden (77), Haselbach (2862), Himmellindach (181), Höft (13), Laab (3150), Lach (92), Lindach (18), Maierhof (112), Neue Heimat (1037), Oberrothenbuch (26), Osternberg (513), Ranshofen (2319), Roith (25), Scheuhub (379), Tal (85) és Unterrothenbuch (28).
A környező önkormányzatok: északkeletre Sankt Peter am Hart, keletre Burgkirchen, délre Neukirchen an der Enknach, délnyugatra Schwand im Innkreis, nyugatra Überackern, északnyugatra Kirchdorf am Inn, északra Simbach am Inn (utóbbi kettő Németországban). 

## Története

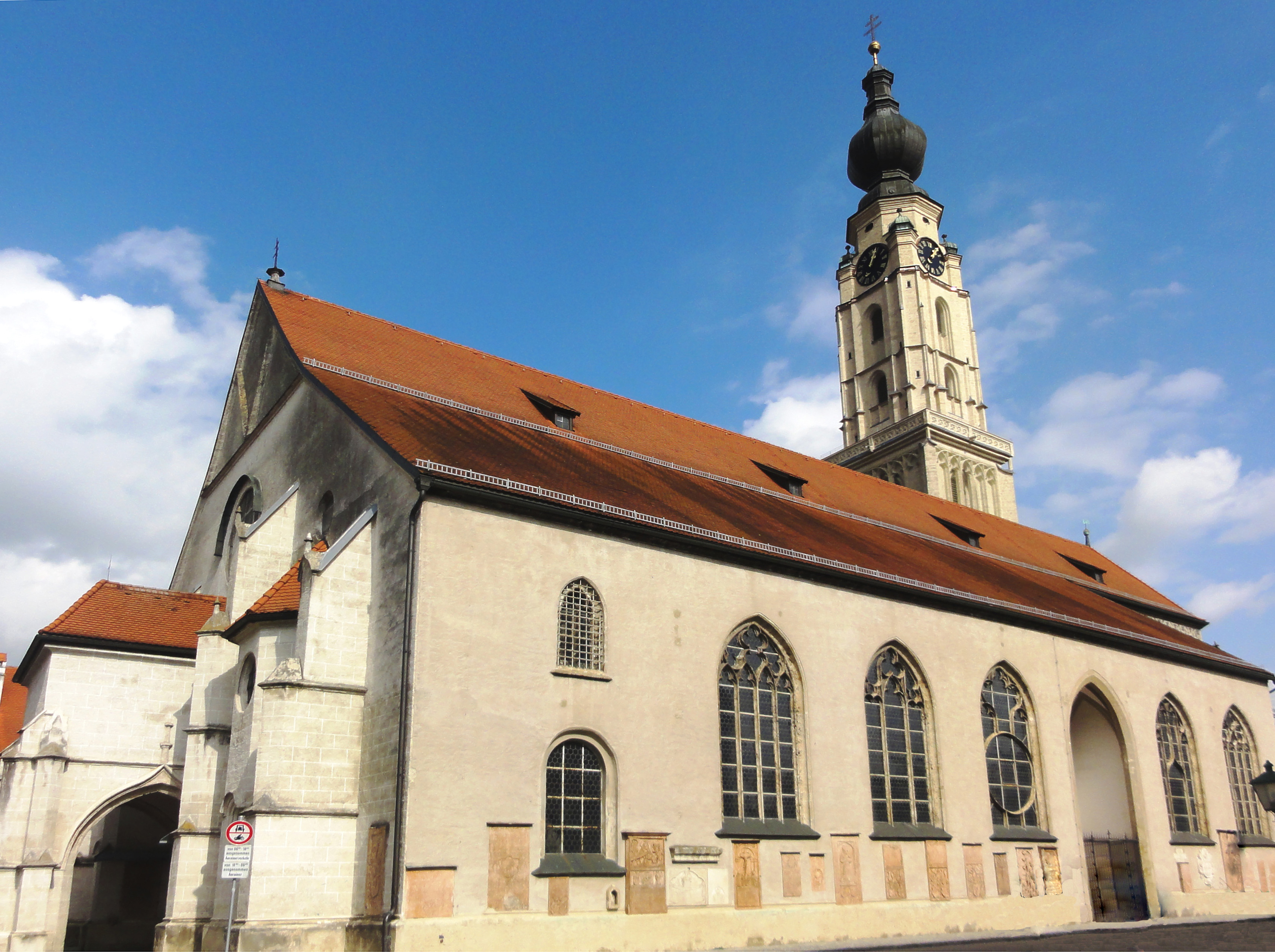
A Szt. István-plébániatemplom

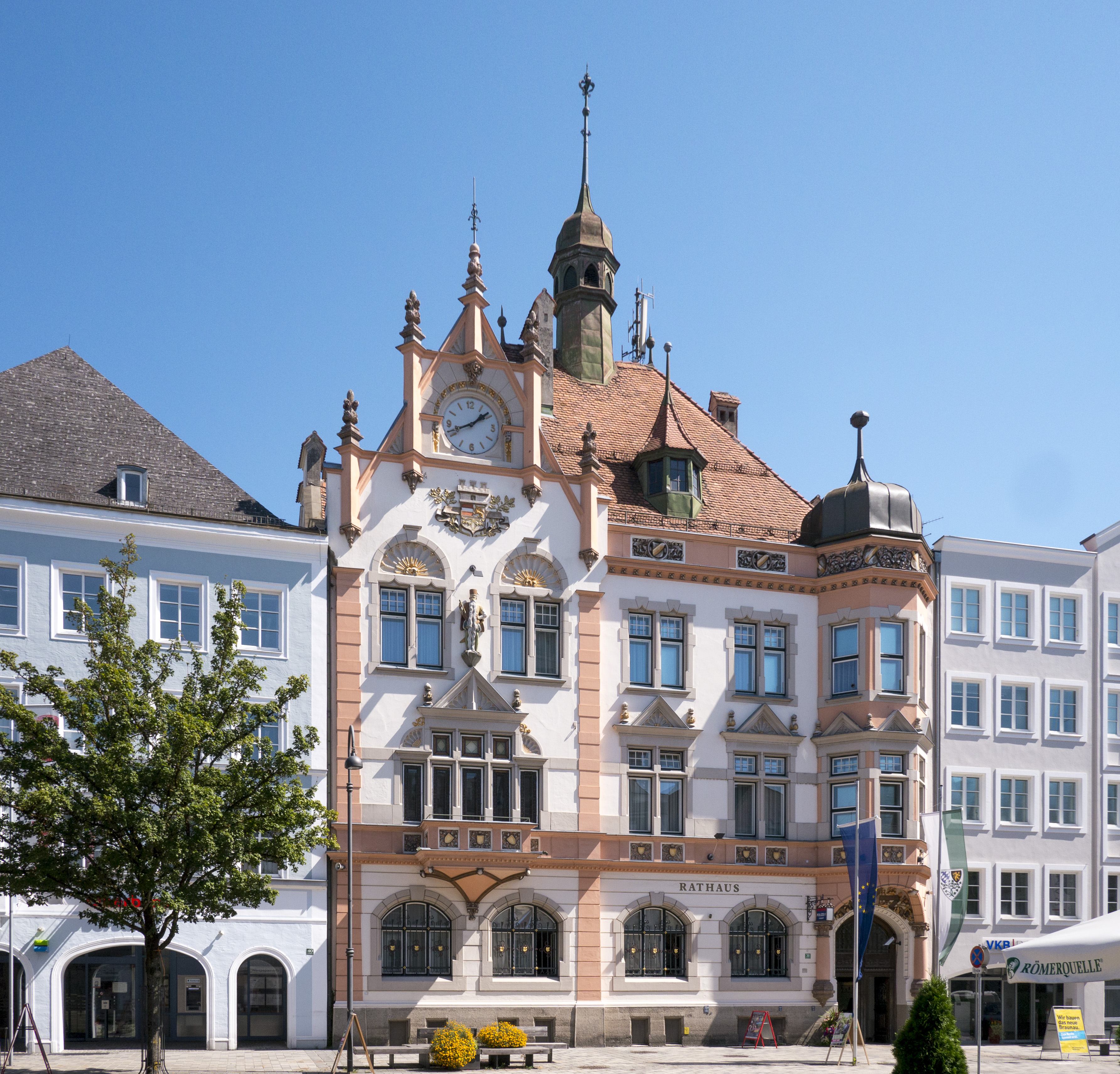
A városháza

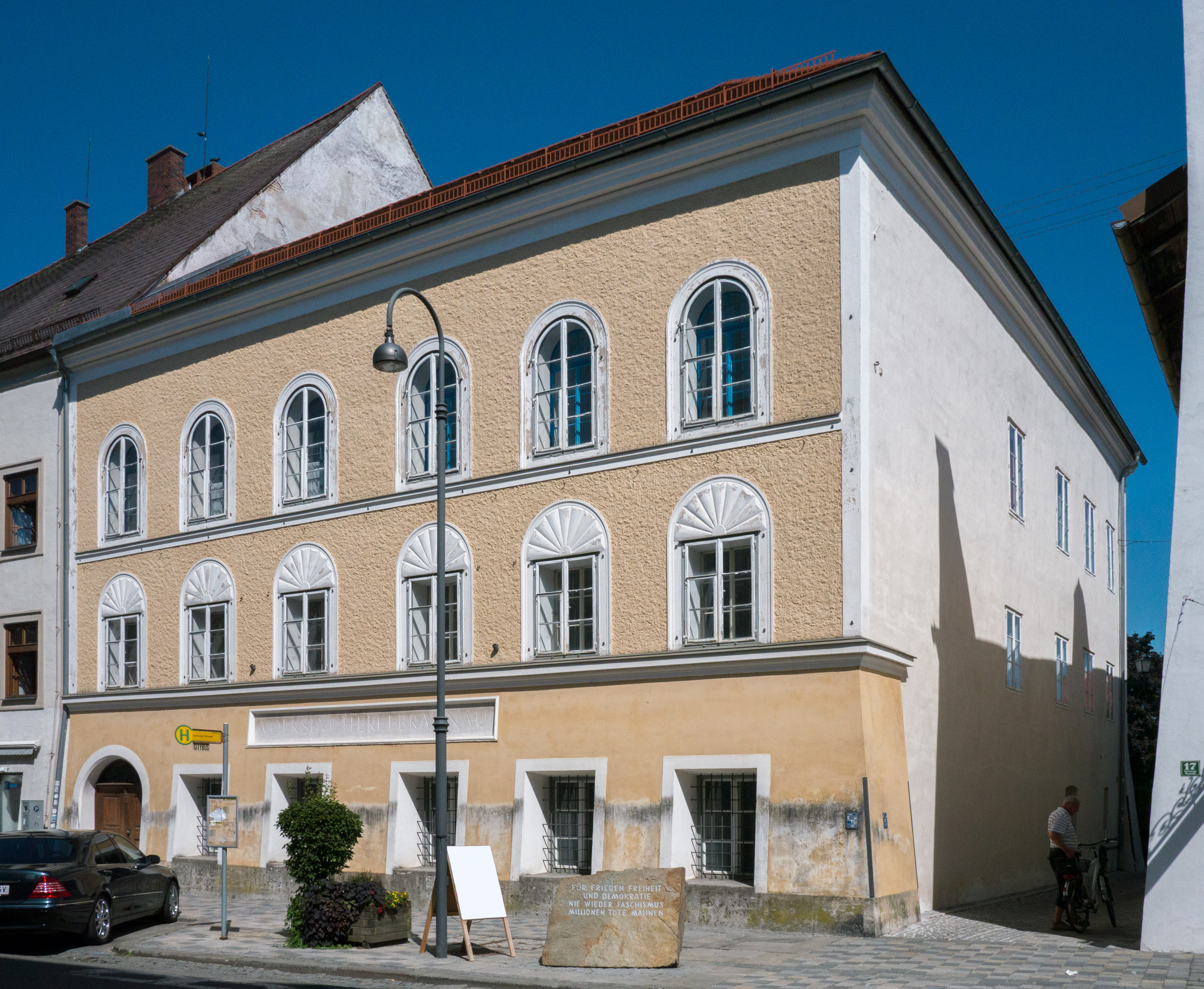
Hitler szülőháza

A városrészek közül legkorábban Ranshofent említik 788-ban, míg maga Braunau (Prounaw) 1120-ban szerepel először az oklevelekben. 1260-ban városjogot kapott. 1380-ban a jórészt fából épült város szinte teljesen leégett, még az Inn hídja is elpusztult. A gótikus Szt. István-plébániatemplom a 15. század közepén épült, 87 m magas tornya valamivel később készült el, alapkövét 1492-ben fektették le. 1504-ben a landshuti örökösödési háború alatt a pfalziak megostromolták és rövid időre megszállták a várost. 
Az 1705-1706-os bajor felkelés során (amikor a spanyol örökösödési háború során a bajorok fellázadtak a megszálló osztrákok ellen) Braunau egy ideig a lázadók kezén volt és itt ült össze a tartományi védelmi kongresszus (az ún. braunaui parlament). Az osztrák örökösödési háború alatt a várost megostromolták. 1779-ben a bajor örökösödési háborút lezáró tescheni béke következtében az addig Bajorországhoz tartozó Braunau (és a teljes Innviertel) Ausztriához került. 
A napóleoni háborúk alatt 1806-ban a franciák ellen agitáló Johann Philipp Palm nürnbergi könyvkereskedőt a városban végezték ki. 1810 és 1816 között az Innviertel visszakerült a franciákkal szövetséges Bajorországhoz, majd Napóleon bukása után Ausztria visszavette a régiót. 1874-ben egy sörfőzdében kezdődő tűz átterjedt a belvárosra és 70 ház leégett. 1889-ben a városban született Adolf Hitler; családja néhány évvel később, 1892-ben Passauba költözött.
1914-ben Braunauban állomásozott a 4. galíciai tábori vadász-zászlóalj. Az első világháború kitörése után a Mattig folyó mellett fogolytábort létesítettek, ahol 120 barakkban 15 ezer foglyot helyeztek el. Egy évvel később a városba helyezték át a pólai tengerészeti akadémiát. A háború után Laab városrészben menekülttábort részesítettek, elsősorban az Olaszországhoz csatolt Trentinóból menekülőknek. 
1938-ban a nemzetiszocialista Németország annektálta Ausztriát. Az addig önálló Ranshofent Braunauhoz csatolták. A második világháború után a város az amerikai megszállási zónához tartozott. 
Braunau vezetését az 1980-as években kezdte el foglalkoztatni az, hogy városuk Hitler szülőhelyeként ismert világszerte. 1989-ben, a diktátor születésének 100. évfordulója előtt egy, a mauthatuseni koncentrációs tábor kőbányájából származó kőből készült emléktáblát helyeztek el Hitler szülőháza előtt, amelyen a fasizmus áldozataira emlékeztek meg. 2006-ban a kórház melletti parkot a világháborús szolgálatmegtagadóról, Franz Jägerstätterről neveztk el, a belváros utcáin pedig a fasizmus áldozataira emlékező ún. botlatóköveket helyeztek el. 2011-ben visszavonták Hitler díszpolgárságát, amelyet még Ranshofen tanácsa adományozott a Führernek a 30-as években. 2016-ban az osztrák kormány kisajátította a Hitler-házat és tervbe vették annak átalakítását, hogy ne szolgálhasson a neonácik zarándokhelyéül.

## Lakosság
A Braunau am Inn-i önkormányzat területén 2018 januárjában 17095 fő élt. A lakosságszám 1934 és 1971 között dinamikusan növekedett, azóta stagnál. 2016-ban a helybeliek 78,3%-a volt osztrák állampolgár; a külföldiek közül 3,9% a régi (2004 előtti), 6,2% az új EU-tagállamokból érkezett. 7,4% a volt Jugoszlávia (Szlovénia és Horvátország nélkül) vagy Törökország, 4,2% egyéb országok polgára. 2001-ben a lakosok 72,6%-a római katolikusnak, 4% evangélikusnak, 4,8% ortodoxnak, 3,5% mohamedánnak, 12,5% pedig felekezeten kívülinek vallotta magát. Ugyanekkor 54 magyar élt a városban. A legnagyobb nemzetiségi csoportokat a német (88,1%) mellett a szerbek (4,6%) és a horvátok (1,7%) alkották. 

## Látnivalók
- a Szt. István-plébániatemplom

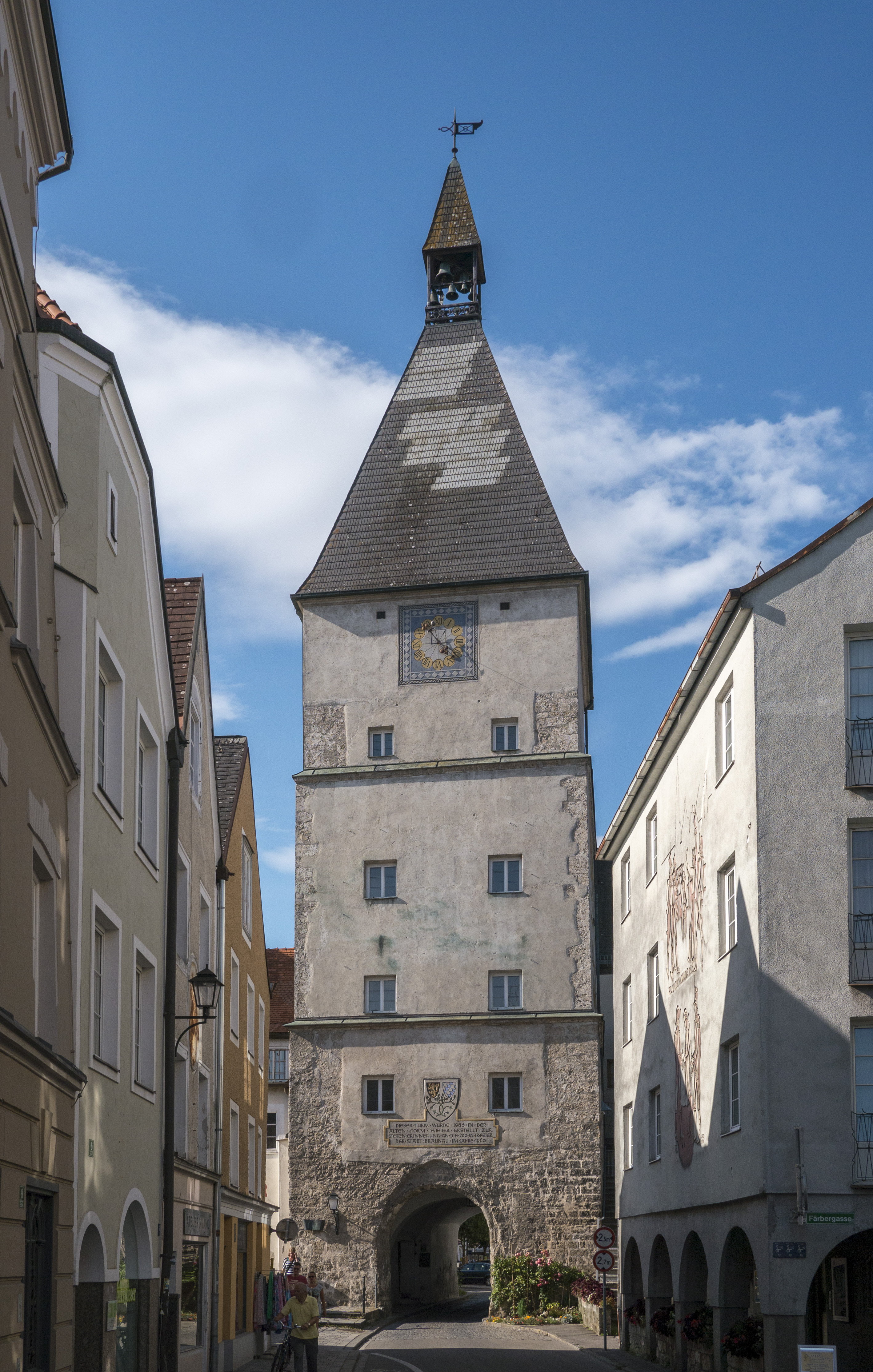
A Salzburgi kapu

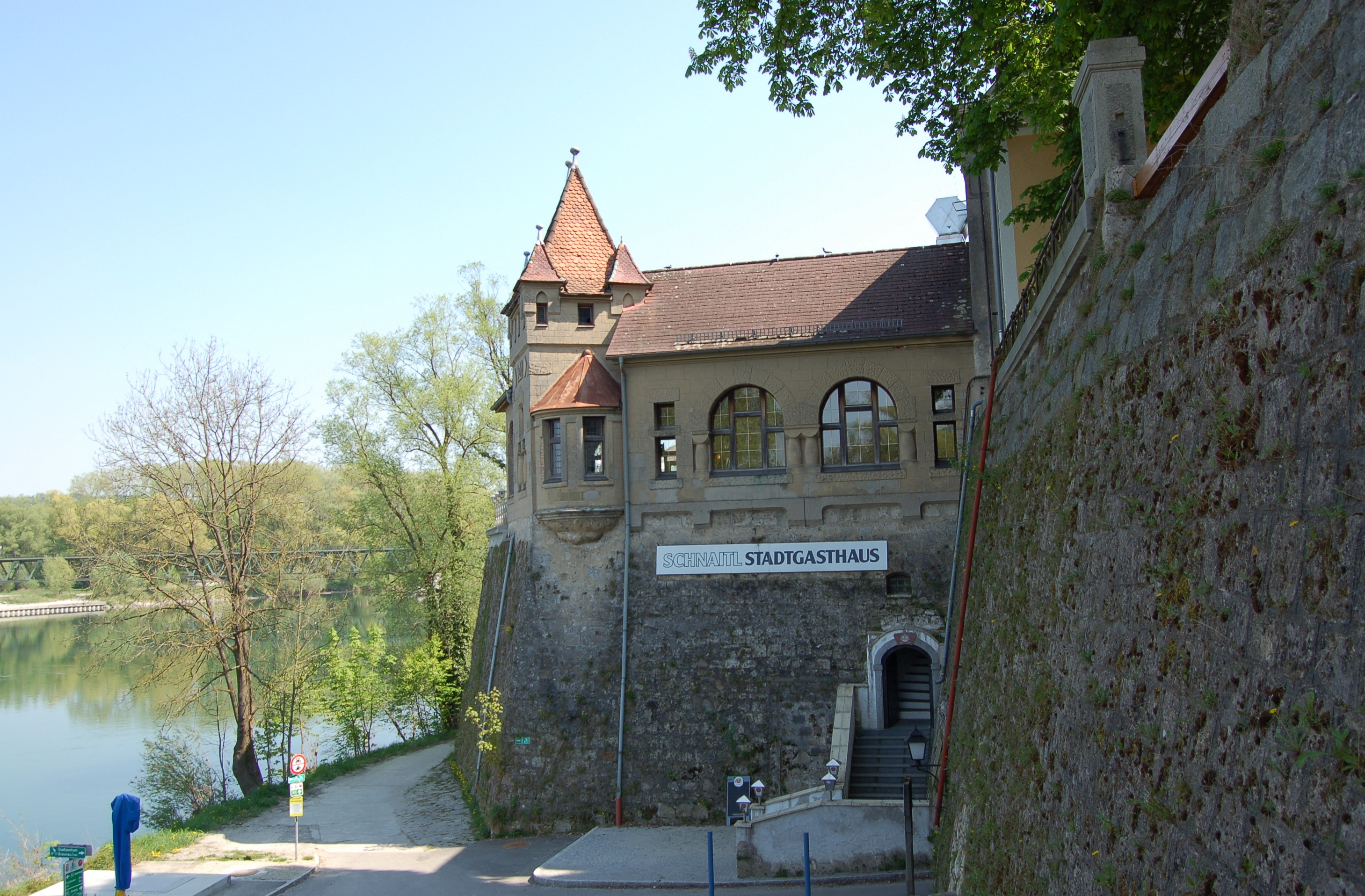
A középkori városfal

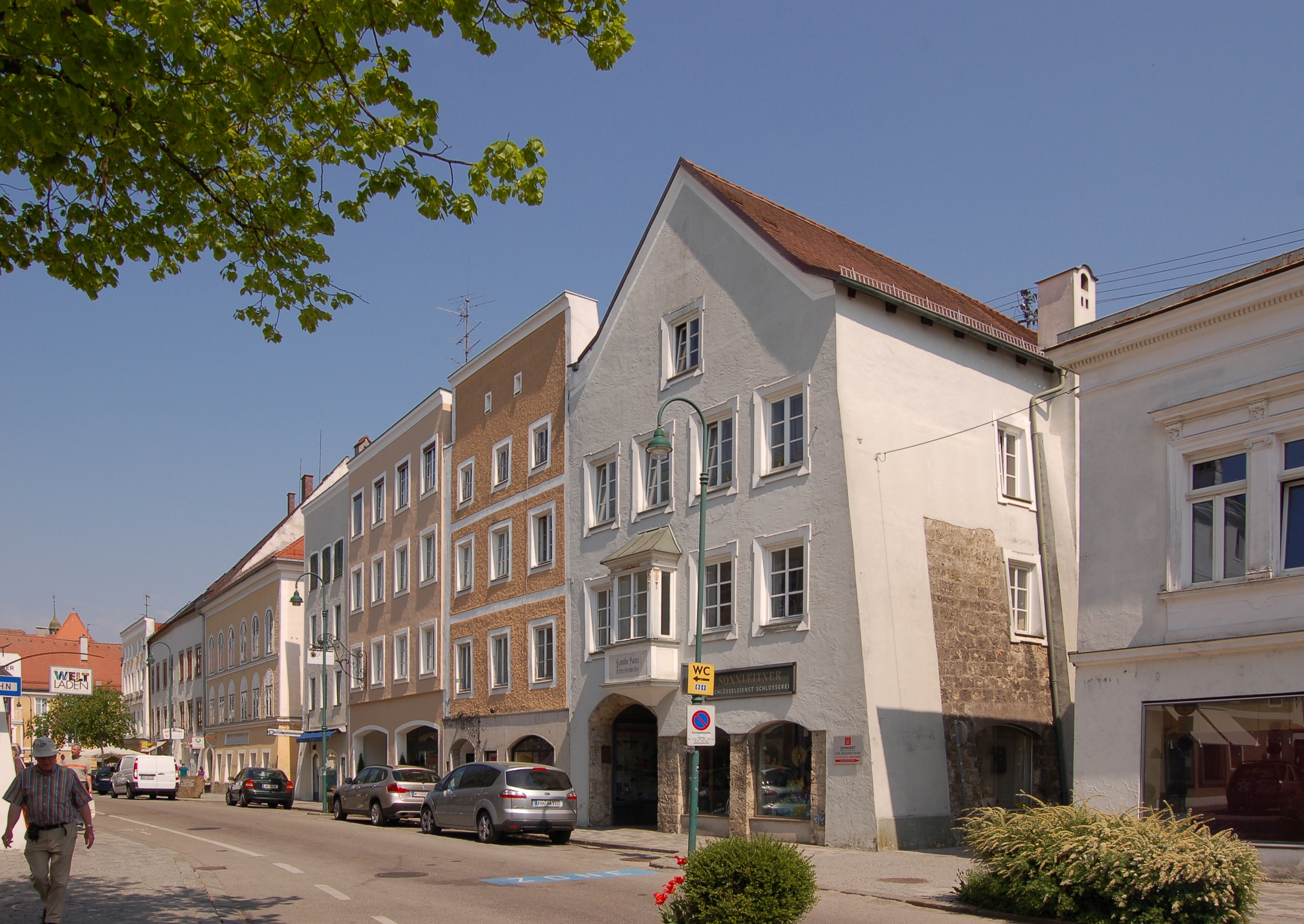
Óvárosi utca

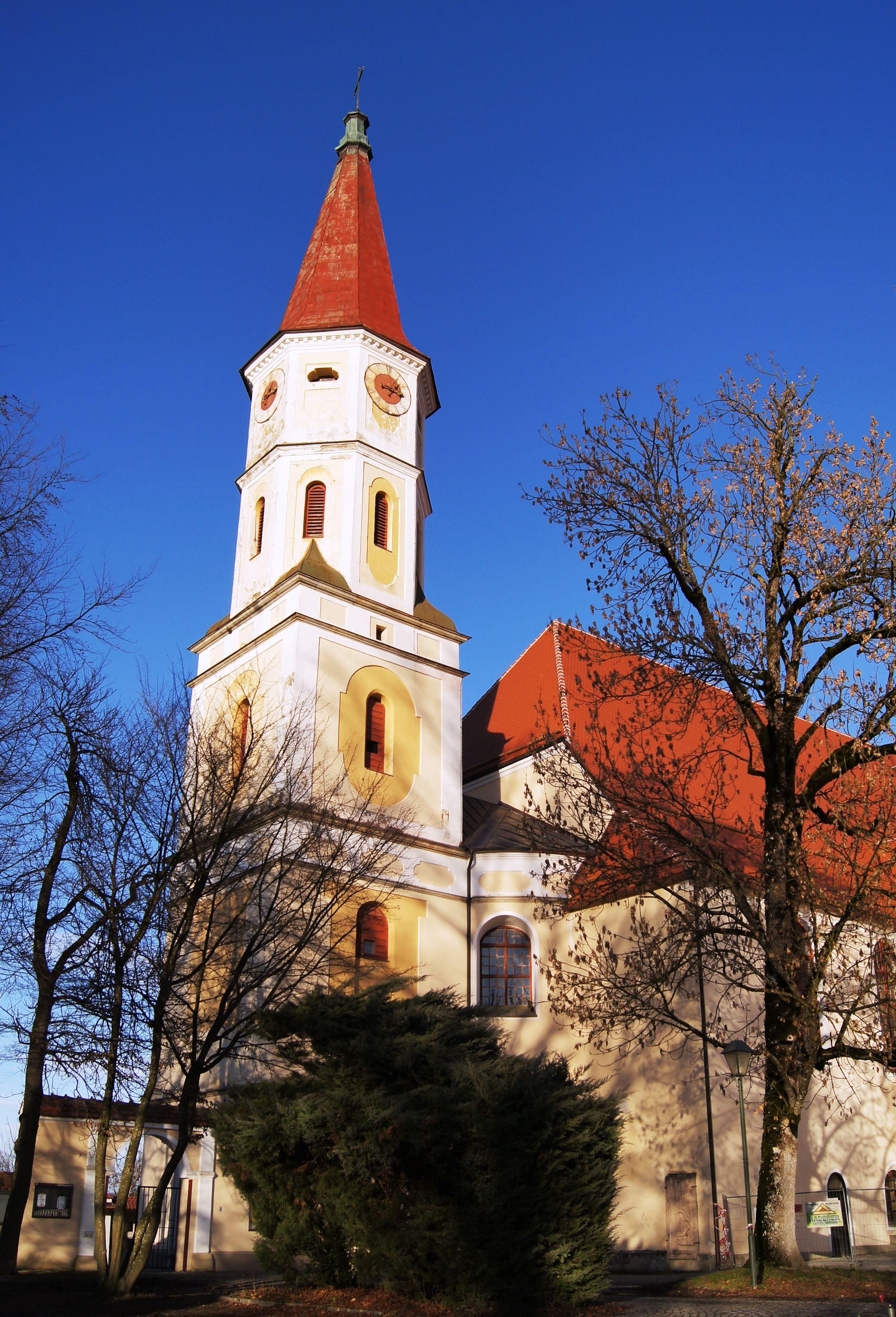
A ranshofeni volt apátsági templom

- a ranshofeni Szt. Pongrác-plébániatemplom és a volt ágostonos apátság
- Adolf Hitler szülőháza
- a középkori Salzburgi kapu tornya és a városfal maradványai
- a főtér történelmi házaival és a városháza épületével
- a volt Szt. Márton temetői templom gótikus épülete
- a kapucinus kolostor és a Jézus Szíve-templom

## Gazdaság
Az ipar és a kézműipar dominál, ebben a két ágazatban dolgozik a munkaképes lakosság 58%-a. Pár fontosabb cég:
- Geothermisches Kraftwerk
- Austria Aluguss (AAG)
- Austria Metall AG (AMAG)
- Berner (Schraubenfabrik)
- Walther-Glas Austria GmbH
- Optimo (Schlafsysteme)
- EKB-KTB, Elektro- u. Kunststofftechnik
- F&K Delvotec Semiconductor
- doppler
- Hertwich-Engineering
- Vialit
- Audiomobil
- Euromotive GmbH & Co KG
- Unterfurtner

## Közlekedés

### Vasút
Három vasútvonal metszéspontja található a településen, elérhető innen közvetlenül Salzburg, átszállással München, Landshut, Rosenheim, Wels, Linz és Bécs is.
A pályaudvar három irányból is megközelíthető vasúttal.
- Innkreisbahn, majd azon túl Wels, Linz, és a Wien Westbahnhof.
- Mattigtalbahn, majd azon túl Salzburg.
- Mühldorf–Simbach am Inn-vasútvonal, majd azon túl Mühldorf, München, Landshut, és Rosenheim.

### Közutak
Az osztrák A8-as autópálya 34 km, a Tauern-autópálya salzburgi csomópontja 68 km-re van a településtől. A már német oldalon lévő A1-es 53 km, míg a A8-as autópálya felhajtója 65 km távolságban található. A még csak építés alatt álló A 94-es autópálya elkészülte után majd közvetlen kapcsolatot fog biztosítani München és Passau irányába. Ezeken kívül Braunau az alábbi osztrák szövetségi utakon érhető el:
- B156 (Braunau – Salzburg)
- B147 (Braunau – Straßwalchen)
- B148 (Braunau – Ort im Innkreis)
- A német B 12 (Passau – München)

### Repülőterek
A város ebből a szempontból jó helyzetben van, hiszen a nagyvárosok közelsége miatt három repülőtér is elérhető távolságban van. A salzburgi repülőtér 62 km, a linzi 104 km, míg a müncheni 108 km.

#### Sportrepülőterek
Braunau am Innhez közel két sportrepülőtér is fekszik, Kirchdorf am Inn-i 5 km-re, a Kirchheim im Innkreis-i sportrepülőtér 30 km-re.

### Helyi közlekedés
A városban öt vonallal működik helyi autóbuszközlekedés.

## Oktatás
Braunauban több úgynevezett népiskola (Volksschule), illetve Hauptschule található. A magasabb szintű oktatást egy szövetségi és egy reálgimnázium biztosítja. Szintén itt székel egy kézművesakadémia (Handelsakademie), egy technikusi és egy gazdasági tanintézet (Höhere Technische Lehranstalt), (Höhere Lehranstalt für wirtschaftliche Berufe), valamint egy szakiskola (Berufsschule). 

## Híres braunauiak
- Edmund Glaise von Horstenau (1882–1946), nemzetiszocialista politikus, az Anschluss előtt alkancellár, a világháborúban gyalogsági tábornok
- Angela Hammitzsch (1883–1949) Hitler féltestvére
- Adolf Hitler (1889–1945), nemzetiszocialista politikus, birodalmi kancellár
- Ursula Piëch (1956-) üzletasszony
- Susanne Riess-Passer (1961-) politikus, alkancellár
- Dominik Landertinger (1988-) olimpiai ezüstérmes sílövő

## Testvértelepülések
- El Castillo (Nicaragua)
- Lavarone (Olaszország)
- Simbach am Inn (Németország)

## Fordítás
- Ez a szócikk részben vagy egészben  a   Braunau am Inn című német Wikipédia-szócikk ezen változatának fordításán alapul.  Az eredeti cikk szerkesztőit annak laptörténete sorolja fel. Ez a jelzés csupán a megfogalmazás eredetét és a szerzői jogokat jelzi, nem szolgál a cikkben szereplő információk forrásmegjelöléseként.